# Monotoplana
Monotoplana és un gènere de platihelmint proseriat, l'únic a la família dels monotoplànids (Monotoplanidae).